# Risco financeiro
Risco financeiro é qualquer risco associado a finanças, em particular, em transações financeiras de empréstimo em que há risco de inadimplência. Ele também é comumente entendido como sendo o risco de queda, que indica o potencial de perda financeira e incerteza sobre um negócio.

## Tipos de risco

### Risco de crédito
O risco de crédito, também chamado de risco de inadimplência, é o risco associado ao devedor ficar inadimplente (não realizar os pagamentos da forma combinada). Para o investidor significa perda de capital e juros, diminuição do fluxo de caixa e aumentos dos custos de cobrança. Um investidor também pode assumir risco de crédito através do uso direto ou indireto de alavancagem. Por exemplo, um investidor pode adquirir um título utilizando sua conta de margem.

### Risco de liquidez
É o risco dado ao título ou ativo que não pode ser negociado rapidamente para impedir uma perda ou realizar um ganho.